# L'Enfant du pays (album)
Pour les articles homonymes, voir L'Enfant du pays.
Albums de Rim'K
Illégal radio
(2006)
L'Enfant du pays est le premier album studio solo du rappeur français Rim'K, membre des groupes 113 et Mafia K'1 Fry, sorti le 22 mars 2004.

## Liste des titres
| 1.    | L'Enfant du pays (feat. Khaled)                | 2:25 |
| 2.    | Boozillé                                       | 3:56 |
| 3.    | Le Récital (feat. son cousin Serex & Faya Dem) | 3:41 |
| 4.    | Portrait                                       | 4:53 |
| 5.    | Par tradition (feat. Karl the Voice)           | 5:18 |
| 6.    | GT Hall 13 (feat. 113)                         | 3:55 |
| 7.    | Dans la tête d'un jeune beur                   | 4:20 |
| 8.    | Au tournant (feat. Janice Leca)                | 5:05 |
| 9.    | Interlude "Prison"                             | 0:58 |
| 10.   | Je m'adapte                                    | 4:53 |
| 11.   | Rachid System (feat. Chaba Zahouania)          | 3:44 |
| 12.   | Intact (feat. Kery James)                      | 4:35 |
| 13.   | Le Couloir de la mort (feat. AP)               | 4:59 |
| 14.   | La liste est longue                            | 3:22 |
| 15.   | Raging Bull (feat. Mafia K'1 Fry)              | 5:26 |
| 61:00 |                                                |      |

## Clips
- Boozillé
- Rachid System (feat. Chaba Zahouania)
- Par tradition (feat. Karl the Voice, réalisé par J.G. Biggs)
- Le Couloir de la mort (feat. AP, réalisé par Ervin & Boris ; contient une scène du clip Boozillé)

## Classements et certifications
| Région                                                                                                 | Certification | Ventes/Streams |
| --- | ------------- | -------------- |
| France (SNEP)                                                                                          | 1 × Or        | 50 000*        |
| *Ventes selon la certification ^Mise en rayon selon la certification xNon précisé par la certification |               |                |